# 2,4-dimethyl-6-tert-butylfenol
2,4-dimethyl-6-tert-butylfenol of topanol A is een organische verbinding met als brutoformule C12H18O. De van fenol afgeleide stof komt bij kamertemperatuur voor als een heldere kleurloze vloeistof.

## Toepassingen
2,4-dimethyl-6-tert-butylfenol wordt op industriële schaal toegepast als antioxidant en als UV-stabilisator. Het wordt als zodanig toegevoegd aan brandstoffen, zoals benzine en kerosine. Het wordt ook gebruikt in de printingindustrie. De stof is stabiel in zure, neutrale en basische oplossingen en wordt beschouwd als niet-biodegradeerbaar, althans niet op korte termijn.